# Inspekce nemovitostí

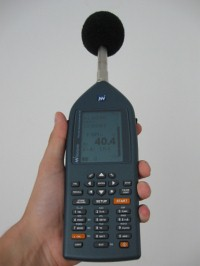
Akustický přístroj

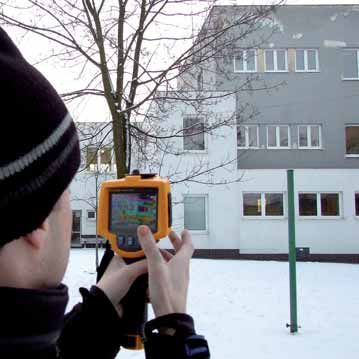
Externí termovize

Inspekce nemovitostí je odborné prověření staršího domu, bytu či novostavby, které posuzuje skutečný technický stav objektu a jeho hodnotu. Spolu s právním prověřením jsou základními službami, které se provádějí při nákupu jakékoli nemovitosti, a to obvykle na náklady kupujícího.
Služba je nabízena kupujícím, prodávajícím i realitním makléřům, aby snížila rizika, napomohla dosažení férové ceny a celkově usnadnila uzavření obchodu.
Na severoamerickém kontinentu či ve Velké Británii je tato služba při koupi bytu nebo domu běžná. Odborně prověřena je naprostá většina nemovitostí na realitním trhu.[zdroj?]

## Kritéria posouzení stavu budovy
- Statické posouzení budovy
- Hydroizolace objektu
- Energetická náročnost budovy
- Posouzení míry hluku v objektu
- Prověření bezpečnostních, požárních a hygienických požadavků
- Posouzení stavu povrchů podlah, stěn apod.
- Stav technického zařízení budovy (instalace, rozvody)
- Skutečná cena nemovitosti a odhad nákladů na sanaci vad

## Metody inspekce nemovitostí
- Technický popis stavu objektu - statika, hydroizolace, povrchy, stav technických zařízení
- Akustická měření vzduchové a kročejové průzvučnosti
- Termovize - zkouška úniků tepla a termoizolace domu
- Blower door test - zkouška vzduchotěsnosti např. stěn, střechy
- Energetická studie - náročnost domu na spotřebu energií především vytápění